# Parcé
Parcé település Franciaországban, Ille-et-Vilaine megyében. Lakosainak száma 652 fő (2022. január 1.). Parcé Châtillon-en-Vendelais, Billé, Javené, Montreuil-des-Landes és Luitré-Dompierre községekkel határos.

## Népesség
A település népességének változása:
| Lakosok száma | 622  | 546  | 562  | 636  | 645  | 651  | 650  | 649  | 650  | 652  |
|               | 1968 | 1982 | 1990 | 2006 | 2013 | 2015 | 2017 | 2019 | 2020 | 2022 |